# Piper soledadense
Piper soledadense är en pepparväxtart som beskrevs av William Trelease. Piper soledadense ingår i släktet Piper och familjen pepparväxter. Utöver nominatformen finns också underarten P. s. angustum.